# Línea 2 (EMT Málaga)
La Línea 2 de la Empresa Malagueña de Transportes (EMT) es una línea de autobús urbano de la ciudad de Málaga que conecta calle Atarazanas, en pleno centro de la ciudad, con la barriada de San José en el distrito Ciudad Jardín. 

## Características
La línea 2 ha sido desde su creación la línea encargada de dar servicio al distrito Ciudad Jardín, y es una línea que ha sufrido pocos cambios a lo largo de su historia. Es una línea de corto recorrido y de pocas paradas, que discurre prácticamente en su totalidad en línea recta aprovechando el eje oriental del río Guadalmedina. El trayecto completo no suele durar más de quince minutos en horas valle. Conecta Ciudad Jardín con el centro de Málaga. A pesar de que su cabecera es Alameda Principal, esta se encuentra situada en calle Atarazanas a unos 100 metros de la Alameda.
La línea fue creada en los años 1950 y era operada por Hernández y Cornejo. La cabecera original estaba situada en la calle Puerta Nueva, que entonces permitía el tráfico rodado. No sería hasta el año 1987 cuando la EMT consiguió la concesión de la línea, junto a las auxiliares 2.1, 2.2 y 2.3 y la línea 17 que en los años 1980 eran todas las líneas de autobús que conectaban el centro con el norte de Málaga (distritos Palma-Palmilla y Ciudad Jardín). Tras las obras del metro, cambió su cabecera de la Alameda Principal hasta la calle Atarazanas, donde se decidió mantenerla definitivamente. En 2004, junto a la fusión de las líneas 1 y 12 se anunció la fusión de la línea 2 con la desaparecida línea 16, que nunca se llevó a cabo. (En la actualidad la línea 16 ha sido fusionada con la línea 7). 
Las líneas auxiliares que tenía la línea se agruparon en la línea 26 en 1997. En 2013 la línea 26 desapareció, tras transformarse en la nueva línea 20, que a su vez dejó de dar servicio entre la Alameda Principal y la ciudad universitaria tras la ampliación de la línea 11 a Teatinos. La línea 2 da servicio a los barrios de La Goleta, El Molinillo, San José y Ciudad Jardín.

### Frecuencias
| de lunes a viernes laborables |           |
| de 6:20 a 00:00               | 15-10 min |
| sábados laborables            |           |
| de 6:20 a 00:00               | 15-10 min |
| domingos y festivos           |           |
| de 6:20 a 0:00                | c. 15 min |

### Material asignado
- IVECO URBANWAY 18
- MAN A22 LION'S CITY - NL323F NEW CITY

## Recorrido y paradas

### Sentido Alameda
La línea comienza en la barriada de San José, al norte del distrito Ciudad Jardín en las inmediaciones de la avenida Jacinto Benavente. 
Continúa hacia el sur en línea recta por el Camino de Casabermeja, por la avenida Santiago Ramón y Cajal, avenida principal de Ciudad Jardín, y por la avenida Jorge Silvela, dando servicio a los barrios de Sagrada Familia, El Carmen y Cristo Rey. A la altura del estadio de fútbol La Rosaleda gira a la derecha cruzando al otro margen del río Guadalmedina, discurriendo por el paseo de Martiricos, la avenida de Fátima y el pasillo de Santo Domingo. Gira a la izquierda pasando por encima del río Guadalmedina y coge la avenida Comandante Benítez parar entrar en calle Atarazanas. 
El trayecto termina en la calle Atarazanas, frente al Mercado Central, tras cruzar calle Hilera y el puente de la Esperanza. Antiguamente la cabecera se encontraba situada en el lateral sur de la Alameda, en el cruce con calle Córdoba. 
| Código | Parada                                 | Común con | Otras conexiones  |
| ------ | -------------------------------------- | --------- | ----------------- |
| 251    | SAN JOSÉ                               | 91        |                   |
| 252    | Cmno. de Casabermeja                   | 18        |                   |
| 263    | Av. Jacinto Benavente                  | N2        |                   |
| 254    | Av. Ramón y Cajal – Mercado            | N2        | M-151 M-251 M-253 |
| 255    | Av. Ramón y Cajal – Bda. Sgda. Familia | N2        |                   |
| 256    | Av. Ramón y Cajal – Bda. del Carmen    | N2        |                   |
| 257    | Av. Ramón y Cajal – Cristo Rey         |           |                   |
| 258    | Jorge Silvela                          |           | M-151 M-251 M-253 |
| 259    | Paseo de Martiricos                    | 20 30     | M-151             |
| 260    | Avda. Fátima                           | 17 20 30  |                   |
| 261    | Avda. de Fátima - Trinidad             | 17 20 30  |                   |
| 262    | Santo Domingo - Perchel                | 17 30     |                   |
| 229    | ATARAZANAS                             | 30        | Atarazanas        |

### Sentido Ciudad Jardín
El recorrido inicia en la calle Atarazanas, frente al Mercado de Atarazanas. 
Continua por el Pasillo Santa Isabel a través de la Plaza de Arriola. El recorrido continúa la calle por sus múltiples nombres. Rampa de la Aurora, Avenida de la Rosaleda, Huerto de los Claveles, Avenida de Jorge Sivela, Avenida Ramón y Cajal y Avenida Jacinto Benavente, calle que abandona ya convertida en autovía girando a la derecha al Pasaje Hospitalario. 
Finaliza en la barriada de San José. 
| Código | Parada                                 | Común con      | Otras conexiones        |
| ------ | -------------------------------------- | -------------- | ----------------------- |
| 229    | ATARAZANAS                             | 30             | Atarazanas              |
| 202    | Pasillo de Santa Isabel                | 17 20 30 36 91 |                         |
| 230    | Puente de la Aurora                    | 17 20 30 36    | M-151 M-253             |
| 205    | Huerto de los Claveles                 | 20 30          |                         |
| 206    | Jorge Silvela – Cruz Roja              | 91             |                         |
| 207    | Av. Jorge Silvela – Fernando Loring    |                | M-151 M-251 M-253 M-254 |
| 208    | Av. Ramón y Cajal – Cristo Rey         | N2             |                         |
| 209    | Av. Ramón y Cajal – Bda. del Carmen    | N2             |                         |
| 210    | Av. Ramón y Cajal – Bda. Sgda. Familia | N2             |                         |
| 211    | Av. Ramón y Cajal – Mercado            | N2             | M-151 M-251 M-253 M-254 |
| 212    | Av. Jacinto Benavente                  | N2             |                         |
| 214    | Arroyo del Sastre – Limonero           |                |                         |
| 251    | SAN JOSÉ                               | 91             |                         |

## Servicios especiales

### Feria
Durante la Feria de Málaga, la línea 2 de la EMT, a partir de las 20:00 de la tarde pasa a realizar servicio como «Ciudad Jardín – Feria», conectando directamente los barrios a los que da servicio con el Cortijo de Torres. 

### Semana Santa
En Semana Santa y con motivo del cierre al tráfico de calle Atarazanas debido a los desfiles procesionales, la línea 2 traslada su cabecera al puente de la Aurora. Así mismo, se amplía le horario de la línea hasta las 3:15 de la mañana.

## Galería de imágenes

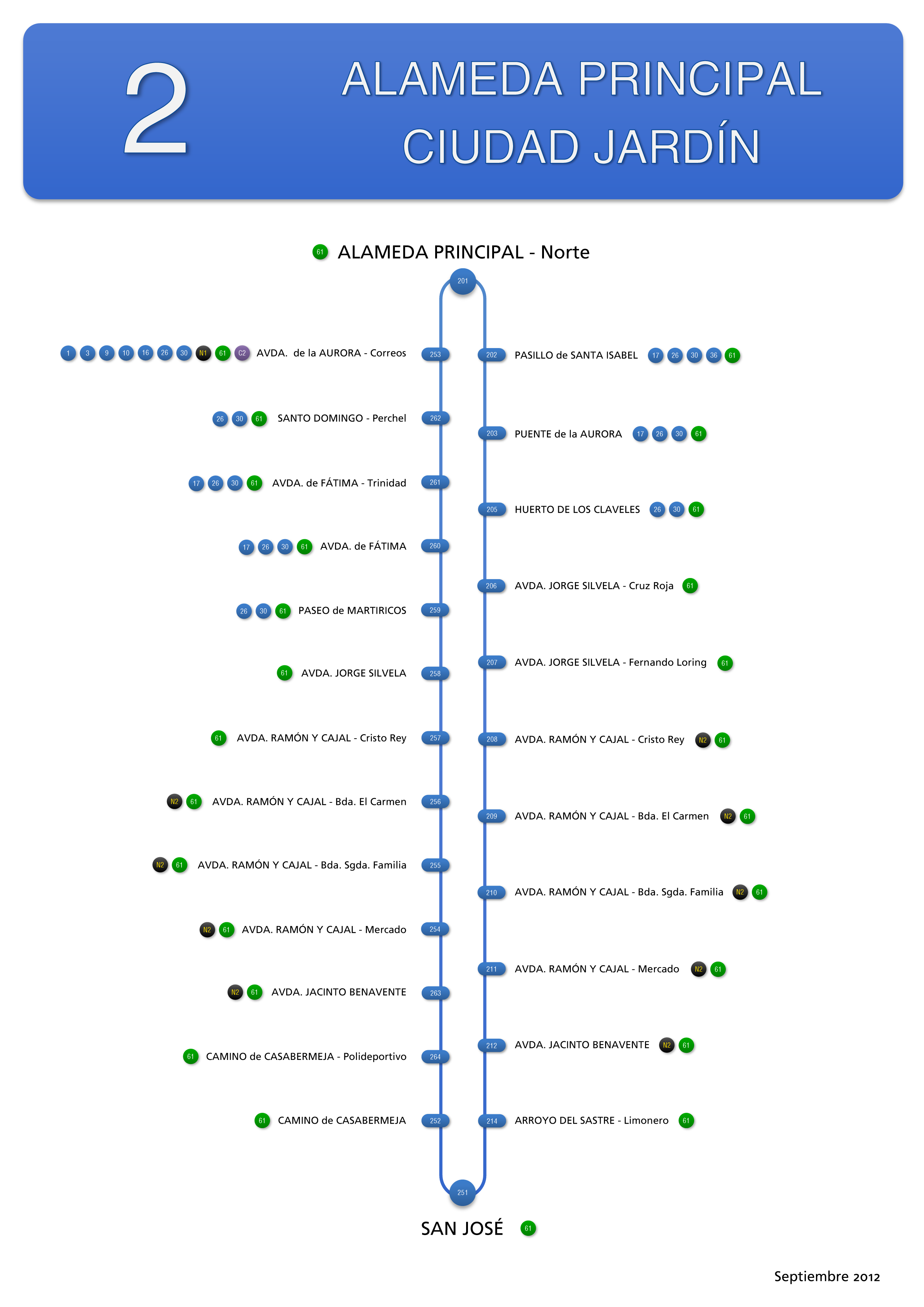
Esquema de las paradas de la línea 2.